# Hólabyrða
Hólabyrða är ett berg i republiken Island. Det ligger i regionen Norðurland vestra, 220 km nordost om huvudstaden Reykjavík. Toppen på Hólabyrða är 1 244 meter över havet, eller 251 meter över den omgivande terrängen. Bredden vid basen är 3,4 km.
Trakten runt Hólabyrða är nära nog obefolkad, med mindre än två invånare per kvadratkilometer. Trakten runt Hólabyrða består i huvudsak av gräsmarker.